# Chakkasadenahalli, Kanakapura
Chakkasadenahalli là một làng thuộc tehsil Kanakapura, huyện Ramanagara, bang Karnataka, Ấn Độ.